# Zostérops à flancs marron
Zosterops erythropleurus
Espèce
Statut de conservation UICN

 LC  : Préoccupation mineure
Le Zostérops à flancs marron (Zosterops erythropleurus) est une espèce d'oiseaux de la famille des Zosteropidae. Encore mal connu, il s'agit d'un des zostérops les plus migrateurs, parcourant près de 3 500 km.

## Dénomination
Le nom Zostérops est issu du grec ζωστήρ (zoster) signifiant "ceinture" et ὤψ (ops) signifiant "oeil", en référence au cercle blanc qui entoure ses yeux. Le qualificatif "à flancs marrons" se réfère à son aspect, tout comme on nom scientifique erythropleurus (du grec ἐρυθρός (erythros) signifiant "rouge" et πλευρᾱ́ (pleura), "le flanc, la côte").

## Description
Le Zostérops à flancs marrons est un petit oiseau, mesurant entre 10,5 et 11,5 cm et pesant de 10 à 13 g. Il est aisément reconnaissable à la tâche marron présente sur ses flancs, contrastant avec des dessous gris pâle et une gorge jaune. Ses dessus sont vert olive, tout comme sa queue ; sa croupe est jaune, tout comme le début de sa queue. Sa tête est vert olive, avec des lores noirs et le cercle oculaire blanc caractéristique des zostérops ; son iris est brun sombre, son bec brun et bleu et ses pattes grises.
La femelle est proche du mâle,avec des lores plus clairs et des flancs plutôt châtains, parfois très peu visibles.

## Répartition et habitat

### Répartition
Le Zostérops à flancs marrons occupe le nord-est de la Chine (Heilongjiang) et le sud-est de la Russie (Mandchourie-Extérieure) durant l'été ; il migre en hiver vers l'Asie du Sud-est, incluant la Birmanie, le sud de la Chine, la Thaïlande, le Cambodge et le Laos. Il a également été observé dans l'est de l'Inde, et en Mongolie.

### Migration
Le Zostérops à flancs marrons est un des zostérops les plus migrateurs (la plupart étant totalement sédentaires). Il quitte son habitat d'été vers septembre, parcourant près de 3 500 km.

### Habitat
Il niche dans les forêts, fourrés et bosquets, notamment de peupliers, d'aulnes ou de saules, notamment aux alentours des lacs et rivières. Il hiverne dans les forêts de feuillus et de conifères, généralement au-dessus de 1 000 m.

## Écologie et comportement

### Alimentation
Il se nourrit principalement d'insectes ; on le trouve typiquement en bandes, parfois avec d'autres espèces au sein d'une volée mixte.

### Reproduction
Sa reproduction est très mal connue, se terminant probablement entre mai et août. Il niche dans les arbres, pondant entre 5 et 6 œufs.

## Systématique
Le Zostérops à flancs marron a été identifié pour la première fois par Robert Swinhoe en 1863. Il est actuellement considéré comme une espèce monotypique par la classification de référence du Congrès ornithologique international (17 mars 2024). Les analyses phylogénétiques révèlent qu'il est plutôt proche du Zostérops du Japon et du Zostérops oriental.

## Le Zostérops à flancs marron et l'humain

### Conservation
Le Zostérops à flancs marron est considéré comme une "préoccupation mineure" par l'UICN (17 mars 2024), bien que sa population ne soit pas connue avec précision.